# Roca Sales
Roca Sales är en kommun i Brasilien.   Den ligger i delstaten Rio Grande do Sul, i den södra delen av landet, 1 500 km söder om huvudstaden Brasília. Antalet invånare är 10 287.
I omgivningarna runt Roca Sales växer i huvudsak städsegrön lövskog. Runt Roca Sales är det glesbefolkat, med 18 invånare per kvadratkilometer.